# 中西圭三
中西 圭三（なかにし けいぞう、1964年11月11日 -）は、日本の歌手、作曲家、血液型AB型。
岡山県倉敷市生まれ、児島郡灘崎町（現：岡山市南区）出身。
倉敷市の慈愛幼稚園出身。岡山市立彦崎小学校、岡山市立灘崎中学校、岡山県立倉敷天城高等学校、日本大学経済学部卒業。

## 経歴
大学在学中、池田聡に出会い、サポートメンバー（コーラス）としてライブに参加する。1989年、池田のツアーにも参加。前後して作曲・編曲家である小西貴雄とのコンビで中山美穂、Wink、桜井幸子などに楽曲を提供、作曲家として活動開始。
名物かまどのCMソングも手がけている。
シンガーソングライターとの記述があるが、作詞は行っていない。
提供曲としては、1991年、ZOO「Choo Choo TRAIN」（1998年に中西がセルフカバー。2003年にEXILEがカバー）、1998年、ブラックビスケッツ「Timing」、NHK教育テレビの子供向け番組「おかあさんといっしょ」の「ぼよよん行進曲」など。
1991年、パイオニアLDCより、シングル「タンジェリン・アイズ」でデビュー。
1992年、シングル「Woman」のヒットにより、知名度を上げる。前年提供した「Choo Choo TRAIN」が大ヒット、第13回JAM広告音楽大競技会作曲賞を受賞。「Woman」も大ヒット、第34回日本レコード大賞作曲賞を受賞。これらの活動が評価され、第43回NHK紅白歌合戦にも出場。
またピーボ・ブライソンやクリスティーナ・アギレラとのコラボレーションソングをリリースしており、ピーボ・ブライソンに提供した楽曲の入ったアルバムはグラミー賞にノミネートされた。
1994年、池田聡、伊秩弘将、吉岡忍との4人で期間限定ユニット「ICE BOX」としての活動も行う。
1997年、全米デビュー前のクリスティーナ・アギレラ（当時16歳）とデュエット曲を出す。
1998年、女優の高樹沙耶と結婚。
2000年、高樹との離婚を発表。
2002年、ユニバーサルJに移籍。カバー･アルバム『結晶』をリリース。
2004年、サンフランシスコにて開催された世界平和音楽祭に参加。
2005年、「おかあさんといっしょ」(NHK) の体操「ぱわわぷたいそう」のメインボーカルを担当。以降、「おかあさんといっしょ」にて「ぼよよん行進曲」「まんまるスマイル」「みんなのリズム」「あさペラ!」といった計4曲を提供している。
2007年、オペラ歌手の郡愛子との「ワンダフルコンサート」を共演。同年末、「ぼよよん行進曲」にて合作した作詞家の田角有里と再婚。
2013年、『おかあさんといっしょ』の12月特番にてゲスト出演を果たし、当時歌のお兄さん・お姉さんだった横山だいすけ・三谷たくみらと共演した。
2022年9月5日、TBSラジオ「たまむすび」とのコラボ企画で番組オリジナルソング『ドラマチック・プログラム』（作詞：赤江珠緒 作曲：中西圭三）を番組内で初オンエア。9月21日に開催される番組の武道館イベントで生披露することも発表された。
2024年11月25日、「顔面神経まひ（ベルまひ）中等症」と診断されたことを公表した。

## 人物
- 「圭三」の名前は中西の誕生日が11月11日で漢数字の「十一」を捩って「圭」の文字が使われたことと、三菱水島病院で生まれたことが由来とのこと（本人談）[3]。兄弟は兄が1人。実兄が大手予備校「河合塾」で古文の講師を務めているが、本人は代々木ゼミナールのCMに楽曲を提供。

- 小学生の頃は彦崎野球スポーツ少年団に所属していた[9]。

- 高円寺にある予備校の中央ゼミナールに通い[10]、その後日本大学に進学している。

- 音楽グループ「WA-OTO」のメンバー[11]。

### 趣味
- テニス、クラシックカー

### 交友関係
- かつて同じレーベルに所属していた米倉利紀と親交が深く、中西・米倉の両者で楽曲発表の他、レコーディングにも参加している[注 3]。

- 中西が尊敬しているミュージシャンの一人として小田和正がおり、オフコース楽曲のカバーや、小田の楽曲にバックコーラスとして参加。中西の楽曲にも小田が編曲やバックコーラスで参加。

## ディスコグラフィ

### シングル
|      | 発売日         | タイトル                                    | 規格品番       | レーベル                 | 備考 |
| ---- | -------------- | ------------------------------------------- | -------------- | ------------------------ | --- |
| 1st  | 1991年3月25日  | タンジェリン・アイズ                        | PID (S) L-1014 | PIONEER LDC              | テレビ朝日系「君といつまでも」オープニングテーマ |
| 2nd  | 1991年11月25日 | 片想いのバースデー                          | PIDL-1028      | PIONEER LDC              | |
| 3rd  | 1992年1月22日  | Woman                                       | PIDL-1048      | PIONEER LDC              | 三貴「カメリアダイアモンド」CM / 「三ツ矢サイダー」CM |
| 4th  | 1992年1月29日  | 君は君の誇り                                | PIDL-1033      | PIONEER LDC              | テレビ朝日系「OH!エルくらぶ」オープニングテーマ |
| 5th  | 1992年7月29日  | Ticket To Paradise                          | PIDL-1059      | PIONEER LDC              | テレビ朝日系『ビートたけしのTVタックル』エンディングテーマ / ロッテ「V.I.P」チョコレートCM                                                                                                  |
| 6th  | 1992年10月28日 | あの空を忘れない                            | PIDL-1062      | PIONEER LDC              | テレビ朝日系「'92FIVBワールドスーパー4バレー」メインテーマソング |
| 7th  | 1992年10月28日 | 君のいる星                                  | PIDL-1052      | PIONEER LDC              | NHK「救え!かけがえのない地球」イメージソング |
| 8th  | 1993年1月27日  | You And I                                   | PIDL-1070      | PIONEER LDC              | 三貴「カメリアダイアモンド」CM 累積売上:35万枚 |
| 9th  | 1993年7月28日  | 眠れぬ想い                                  | PIDL-1080      | PIONEER LDC              | 累積売上:19万枚 C/W Precious Love HONDA「トゥデイ」CM 関西テレビ・フジテレビ系列「サスペンス･魔」エンディングテーマ                                                                         |
| 10th | 1993年11月25日 | たったひとつの愛を                          | PIDL-1095      | PIONEER LDC              | 日本テレビ「もうひとつのJリーグ」エンディングテーマ |
| 11th | 1994年2月23日  | A.C.E.                                      | PIDL-1107      | PIONEER LDC              | 代々木ゼミナールCM |
| 12th | 1994年7月27日  | 非情階段 (Radio MIX)                        | PIDL-1117      | PIONEER LDC              | 米倉利紀がゲストボーカルとして参加。 |
| 13th | 1994年7月27日  | 非情階段 (Hyper-Radio MIX)                  | PICL-0001      | PIONEER LDC              | 限定盤。12cmCDシングル |
| 14th | 1994年11月25日 | Kiss,Merry X'mas                            | PIDL-1135      | PIONEER LDC              | パイオニア「ジャイアント･ワイド43」CM |
| 15th | 1995年5月24日  | 新しい僕になろう                            | PIDL-1150      | PIONEER LDC              | 「スリムビューティハウス」CM |
| 16th | 1995年8月23日  | SO BAD                                      | PIDL-1155      | PIONEER LDC              | |
| 17th | 1995年11月22日 | Why Goodbye (Single Mix)                    | PIDL-1167      | PIONEER LDC              | TBS系「ブロードキャスター」エンディングテーマ。ウェンディ・モートンとのデュエット曲。 |
| 18th | 1996年2月10日  | MUST BE HEAVEN                              | PIDL-1176      | PIONEER LDC              | フジテレビ系「明日はだいじょうぶ」挿入歌。「横浜・八景島シーパラダイス」CM |
| 19th | 1996年8月10日  | Happy Ever After                            | PIDL-1194      | PIONEER LDC              | 「横浜・八景島シーパラダイス」CM |
| 20th | 1996年10月10日 | 次の夢                                      | PIDL-1206      | PIONEER LDC              | 「日産・ステージア」CM。久宝留理子との競作 |
| 21st | 1997年1月10日  | それぞれの地平線                            | PIDL-1216      | PIONEER LDC              | 「日産・ステージア」CM |
| 22nd | 1997年2月26日  | What I Do For Love                          | PICL-0011      | PIONEER LDC              | 12cmCDシングル 株十了品「OPA」CM 仙台「江幡グランドホテル」CM ピーボ・ブライソンとのデュエット曲。 デビュー前のクリスティーナ・アギレラ（当時16歳）とのデュエット曲『All I Wanna Do』収録。 |
| 23rd | 1997年9月24日  | 愛はいま                                    | PIDL-1238      | PIONEER LDC              | 「日産・ステージア」CM |
| 24th | 1998年2月4日   | 願い                                        | PIDL-1248      | PIONEER LDC              | TBS系「スーパーサッカー」エンディングテーマ |
| 25th | 1998年7月29日  | 迷宮の楽園 (Break Out Mix)                  | PIDL-1260      | PIONEER LDC              | 「横浜・八景島シーパラダイス」CM |
| 26th | 1998年11月5日  | JACK-IN-THE-BOX'98                          | PIDL-1266      | PIONEER LDC              | |
| 27th | 1999年6月9日   | 風の扉                                      | PIDL-1281      | PIONEER LDC              | 日本テレビ系「スーパーテレビ情報最前線」エンディングテーマ |
| 28th | 1999年8月25日  | HIGHER SELF                                 | PICL-0023      | PIONEER LDC              | 12cmCDシングル テレビ朝日系「てっぺん」イメージソング |
| 29th | 1999年11月25日 | Touch of your lips                          | PIDL-1288      | PIONEER LDC              | |
| 30th | 2000年2月16日  | bug                                         | PIDL-1289      | PIONEER LDC              | テレビ朝日系「八丁堀の七人」主題歌 |
| 31st | 2006年11月22日 | LIGHTHOUSE OF LOVE〜中西圭三・Yae・原田真二 | ATNR-41        | エートゥナンバーレコード | |

### オリジナル・アルバム
|      | 発売日         | タイトル                                                               | 規格品番       | レーベル       | 備考 |
| ---- | -------------- | ---------------------------------------------------------------------- | -------------- | -------------- | --- |
| 1st  | 1991年5月25日  | KEIZO 〜かなわない夢もあった                                           | PIC (T) L-1014 | PIONEER LDC    | |
| 2nd  | 1992年3月25日  | Yell                                                                   | PIC (T) L-1025 | PIONEER LDC    | |
| 3rd  | 1993年3月3日   | Steps                                                                  | PIC (T) L-1051 | PIONEER LDC    | 「Glory Days」…「代々木ゼミナール」CM |
| 4th  | 1994年3月23日  | Starting Over                                                          | PIC (T) L-1075 | PIONEER LDC    | 「STARTING OVER」…「ハウステンボス」CM 「明日はきっといい日」…「ホンダ・トゥデイ」CM |
| 5th  | 1995年9月21日  | graffiti                                                               | PICL-1107      | PIONEER LDC    | 「はじまりの虹」…NHK「スタジオパークからこんにちは」テーマ 「焦がれて」…「横浜八景島シーパラダイス」CM 「LIBERTY」…「ハウステンボス」CM 「新しい僕になろう」…「スリムビューティハウス」CM 初動: 73610枚 週間順位: 4位                                                           |
| 6th  | 1997年1月29日  | Spinning                                                               | PICL-1137      | PIONEER LDC    | 「Happy Ever After」…「横浜八景島シーパラダイス」CM 「SUNFLOWER」…「横浜八景島シーパラダイス」CM オリコン アルバム 1997.2.10 最高順位: 5位,初動: 53300枚 オリコン アルバム 1997.3.3 週間順位:20.1万枚                                                                           |
| 7th  | 1998年2月25日  | Stay Gold                                                              | PICL-1164      | PIONEER LDC    | 「夢の名前」…「アステル九州」CM / 日本テレビ系「THEワイド」エンディングテーマ 「SOMEWHERE IN TIME」…「SENDAI光のページェント」イメージソング / テレビ朝日系「杜の都 恋物語」テーマソング 初動:24250枚, 週間順位:15位                                                            |
| 8th  | 1998年11月26日 | SONGS                                                                  | PICL-1174      | PIONEER LDC    | セルフカバー・アルバム |
| 9th  | 1999年10月27日 | Moonlight Groove                                                       | PICL-1191      | PIONEER LDC    | 「ONE LOVE」…「NTTドコモ四国」CM 最高76位 |
| 10th | 1999年12月15日 | Sunshine Groove                                                        | PICL-1192      | PIONEER LDC    | 「Snowy Sun」…「アテニア化粧品」CM 「NATURE」… TBS「ジャスト」エンディングテーマ 「ENTER」…「横浜八景島シーパラダイス」CM |
| 11th | 2002年11月13日 | 結晶                                                                   | UPCH-1194      | UNIVERSAL J    | 歌謡ポップスのカバー・アルバム |
| 12th | 2003年7月30日  | 遺伝子                                                                 | UPCH-1250      | UNIVERSAL J    | |
| 13th | 2006年6月14日  | FOLKLORE/L.O.T.U.S. 〜池田聡、中西圭三、赤崎郁洋、New Folklore Group〜 | HRAD-00014     | Long Happiness | |
| 14th | 2008年3月19日  | I'm home                                                               | VPCC-81596     | VAP            | 「MY SWEET HOME TOWN」… 日本テレビ「ぶらり途中下車の旅」エンディングテーマ 「STORY」… 日本テレビ「ぶらり途中下車の旅」エンディングテーマ 「帰り道」… 日本テレビ「ぶらり途中下車の旅」エンディングテーマ 「GO FOR A WONDER」… 日本テレビ「ぶらり途中下車の旅」エンディングテーマ |

### ベスト・アルバム / コンピレーション
|     | 発売日        | タイトル                                                    | 規格品番                                                        | レーベル             | 備考 |
| --- | ------------- | ----------------------------------------------------------- | --------------------------------------------------------------- | -------------------- | ---- |
| 1st | 1994年12月7日 | SINGLES                                                     | PICL-1095                                                       | PIONEER LDC          |      |
| 2nd | 1999年6月23日 | SELECTION Blood Type [AB]                                   | PICL-1184                                                       | PIONEER LDC          |      |
| 3rd | 2000年9月27日 | SINGLES II                                                  | PICL-1209                                                       | PIONEER LDC          |      |
| 4th | 2001年2月21日 | Best Selection                                              | PICL-1216                                                       | PIONEER LDC          |      |
| 5th | 2004年2月4日  | KEIZO NAKANISHI complete BEST SELECTION 〜Choo Choo TRAIN〜 | GNCL-1002                                                       | GENEON ENTERTAINMENT |      |
| 6th | 2016年9月7日  | All Time Best 〜KEIZO’s 25th Anniversary〜                  | 【初回限定盤：2CD+DVD】WPZL-31222/4 【通常盤：2CD】WPCL-12432/3 | WARNER MUSIC JAPAN   |      |

### その他参加作品
1. the TAPS「明日があるさ」（1993年 / パイオニアLDC / LPR-081 / 非売品 / 8センチCD）
  - 「明日があるさ」（中西圭三による多重録音）
2. V.A.『坂本九トリビュートアルバム』（1997年12月10日 / 東芝EMI / TOCT-10013）
  - 「明日があるさ」（上記のthe TAPS名義の8センチCDに収録されたものと同一音源）
3. V.A.『美空ひばりトリビュート』（2000年7月20日 / コロムビア / COCP-31003）
  - 「柔」「川の流れのように (Millenium)」
4. 大橋純子『trinta』（2004年4月21日 / vap / VPCC-81478）
  - 「あの頃のように / 大橋純子with中西圭三」
5. V.A.『a day /Green hearten』（2005年10月18日 / L.I.B エンタテインメント / LIBW-1001）
  - 「ジョナサン / 上新功佑with中西圭三」
6. エンジェル ハート ヴォーカルコレクション Vol.2（2006年12月20日 / アニプレックス / SVWC-7436）
  - 「FEEL ME」
7. さだまさしトリビュート さだのうた（2008年10月22日 / ユーキャン / FRCA-1198）
8. 愛知県愛西市 市の歌「いつの日も」（作詞：駒井瞭 / 作曲・歌唱：中西圭三）
9. 愛知県愛西市 市の音頭「愛西音頭」（作詞：石井昭 / 作曲・歌唱：中西圭三）
10. 香川県三豊市 市の歌「七宝のかぜ」（作詞：関秀明 / 作曲・歌唱：中西圭三）[1]
11. 岡山県岡山市「岡山市民の日」（6月1日）制定記念テーマソング 「絆-KIZUNA-」（作詞：岡山市民、中西圭三 作曲：中西圭三 編曲：小西貴雄）
12. 岡山県岡山市 ｢OKAYAMA！市民体操｣（作詞・作曲・歌唱：中西圭三）
13. 名物かまど CM曲「かまどのうた」作曲[1]
14. 向谷倶楽部「21st Love Express」「Twilight Stream」
15. J-CREWプロジェクト 〜やっぱり海が好き〜 広報アニメ「やっぱり海が好き3～七海の夢～」エンディングテーマ「明日へYOSORO」
16. ウルトラギャラクシー大怪獣バトル NEVER ENDING ODYSSEY オリジナル･サウンドトラック
  - オープニングテーマ「誓い」
  - エンディングテーマ「愛のしるし」

### ビデオ＆レーザーディスク
- ONE FROM THE HEART（1994年9月22日 / PIONEER LDC / PIV (L) L-5118）

### VSD（ビデオシングルディスク）
- タンジェリン・アイズ（1991年5月25日/PIONEER LDC/PIFL-1009）

## 楽曲提供
- 亜波根綾乃「小さな勇気」
- 安室奈美恵 with SUPER MONKEY'S「PARADISE TRAIN」
- 池田聡「悲しみにキリがない」
- Wink
- EXILE「Choo Choo TRAIN」
- 大橋純子
- 加護亜依「no hesitAtIon」
- かとうれいこ「キスまでExpress」
- 川上大輔「逢いたいよ AGAIN」
- 久宝留理子「次の夢」
- 郷ひろみ「KISSが哀しい」
- ゴスペラーズ
- 桜井幸子「ともだちでいようよ」
- 島田歌穂
- 少年隊「愛と沈黙」
- ZOO「CarelessDance」「Native」「Choo Choo TRAIN」「Gorgeous」
- 杉田あきひろ
- 鈴木雅之
- 鈴木康博
- 露崎春女「Need You Badly」
- D-51
- 20th Century「OPEN THE GATE」
- TOKU「君へのファンファーレ」
- Dream5
- 永田真代
- 中山美穂
- 沼倉愛美
- はいだしょうこ
- 平松まゆき「青のGeneration」
- ブラックビスケッツ「Timing」
- 松平健「マツケンマハラジャ」
- 観月ありさ
- 森ひろこ
- 吉岡忍
- 吉田拓郎「Banyan Beach Bar」（アルバム『Hawaiian Rhapsody』収録）
- 米倉利紀
- リュ・シウォン
- y'z factory『Brand-New Start』『With Your Shadow』
- 渡辺美里
- おかあさんといっしょ（今井ゆうぞう、はいだしょうこ、横山だいすけ、三谷たくみ、花田ゆういちろう、小野あつこ）
- 我那覇響（CV.沼倉愛美）「TRIAL DANCE」（『THE IDOLM@STER MASTER ARTIST 2-FIRST SEASON-02 我那覇響』収録）
- La-Veritta（上條雅楽/清水弦心）（CV.榊原優希/田中文哉）「BEAT IN LOVE」（『Readyyy! Project』収録）

## 出演
- アップタウンスクエア（Nack5、終了）
- 中西圭三 スターティング・オーバー（JFN、終了）

### ドラマ
- 湘南リバプール学院 第24話「アイドルにはなれない」（1995年、フジテレビ） - 雨宮圭輔 役

### 旅番組
- 中西圭三の朝ぶら散歩（旅チャンネル）  [12]

### NHK紅白歌合戦出場歴
| 年度/放送回              | 回 | 曲目       | 出演順 | 対戦相手 |
| ------------------------ | -- | ---------- | ------ | -------- |
| 1992年（平成4年）/第43回 | 初 | 君のいる星 | 15/28  | GAO      |

注意点
- 出演順は「出演順/出場者数」で表す。

### ラジオ
- 中西圭三のミュージック・ショックウェーブ（ニッポン放送）

## ミュージックビデオ
| 監督       | 曲名 |
| ---------- | --- |
| 渡辺健太郎 | 「十六夜の月」 |
| 不明       | 「A.C.E.」「Happy Ever After」「So BAD」「Ticket To Paradise」「WHY GOODBYE」「WOMAN」「YOU AND I」「あの空を忘れない」「それぞれの地平線」「タンジェリン･アイズ」「愛はいま」「願い」「次の夢」「タンジェリン･アイズ」「What I Do For Love」「非情階段」 |

## 主なライブ
- 2008年03月12日 - ライブ R35 ～もう一度、妻と歌おう。～
- 2011年05月31日 - Age Free Music
- 2012年05月27日 - Live! Do You KYOTO?
- 2012年08月12日 - ZOO FUNK TV
- 2012年09月29日 - 京POP
- 2013年04月 - 中西圭三×江頭つとむ「シアワセノシルシ2013」
- 2013年04月29日 - Sweet Heart Yokohama 2013
- 2013年05月19日 - 井上昌己コンサート～25年目の軌跡～
- 2013年05月25日 - はいだしょうこファミリーコンサート2013
- 2013年05月26日 - Live! Do You KYOTO? 2013
- 2013年10月31日 - ゴールデンリング チャリティーコンサート 描こう!スリランカの明日を!
- 2014年05月25日 - Live! Do You KYOTO? 2014
- 2014年06月22日 - SAPPORO MUSIC NAKED presents REAL MUSIC VILLAGE 2014
- 2015年02月21日 - 21st ANNIVERSARY - 2015 m.c.A・T 祭 - 『俺フェス』
- 2015年04月18日 - シアワセノシルシ 2015
- 2015年05月31日 - Live! Do You KYOTO? Vol.8
- 2015年06月24日 - 平方元 梅田Always「音楽男 -Music Man-」リリース記念ワンマンライブ
- 2015年07月16日 - 平方元 渋谷UNDER DEER Lounge「音楽男 -Music Man-」リリース記念ワンマンライブ
- 2015年12月14日 - 渡辺真知子 七十七スターライトシンフォニー チャリティーコンサート
- 2015年12月17日 - 榊原大 聖夜のコンサートspecial
- 2016年02月13日 - SINgers3バレンタインコンサート
- 2016年03月13日 - シアワセノシルシ 2016
- 2016年05月21日 - Around40 memory concert
- 2016年06月29日 - 中西圭三 25th Anniversary's Special Stage
- 2016年07月31日 - SEASIDE SUMMER FES 海辺のカーニバル2016
- 2016年09月27日 - BACK TO THE GOOD DAYS 【男祭り】
- 2016年11月03日 - Around40 memory concert
- 2016年11月13日 - かわさきジャズ2016
- 2016年12月27日 - 売野雅勇 作詞活動35周年記念コンサート
- 2017年03月11日 - 2017 m.c.A・T 祭「俺フェス」
- 2019年12月7日24日25日 - ももいろクローバーZももいろクリスマス2019